# Gravitációs összeomlás
A gravitációs összeomlás (vagy gravitációs kollapszus) olyan asztrofizikai folyamat, melynek során egy csillag kifogy tüzelőanyagából, ennek következtében anyaga a saját gravitációja miatt a középpont felé összeomlik, átmérője akár atomnál is kisebb méretűre zsugorodik. A csillag ugyanis dinamikus egyensúlyban van, amíg van üzemanyaga a fúziós folyamat fenntartásához. Amint az üzemanyag elfogy, nincs, ami ellenálljon a gravitációnak, és bekövetkezik a gravitációs összeomlás.
A csillag tömegétől függően ennek háromféle kimenetele lehetséges:
- Fehér törpe - a gravitációval az elektron degenerációs nyomás tart egyensúlyt
- Neutroncsillag keletkezik, ha a keletkező utód-égitest nem nehezebb a 3-4 naptömegnyi kritikus értéknél -  a gravitációval a neutron degenerációs nyomás tart egyensúlyt, és rövid hatótávolságú neutron-neutron interakciók
- Fekete lyuk - nagyobb csillagtömeg esetén a gravitációs erő olyan nagy, hogy annak semmi nem tud ellenállni

A mi Napunk a tömege alapján fehér törpe lesz.